# Yakuza film
Lo Yakuza film (in giapponese: ヤクザ映画, Yakuza eiga) è un genere cinematografico molto diffuso in Giappone. I film di questo genere riguardano appunto l'organizzazione criminale giapponese, la yakuza.

## Gli inizi del genere
Il primo film di yakuza in assoluto fu Mori no Ishimatsu di Kozaburo Yoshimura del 1949. Il film, ancora in bianco e nero, aveva una solida trama fornita da Kaneto Shindō, ma la regia di Yoshimura non brillava particolarmente limitandosi ad una piatta monotonia. È solamente nel 1961 che con Porci, geishe e marinai i film di yakuza assursero tra i principali filoni cinematografici giapponesi grazie al regista Shōhei Imamura, il quale delinea per la prima volta delle linee guida per il genere.
Per tutti gli anni sessanta si susseguirono quindi una serie di film che avevano come soggetto principale quasi sempre una storia di vendetta nei confronti della yakuza o con un tema di violenza ed eccessi di sangue. In particolare, è da segnalare la serie di surreali B-movie che Seijun Suzuki realizzò per la Nikkatsu, la quale culminò con l'avanguardistico La farfalla sul mirino del 1967, insuccesso che causò il licenziamento del regista ma che nei decenni successivi divenne un caposaldo del genere.

## Lo sviluppo di Fukasaku
Il regista Kinji Fukasaku – famoso anche per il più recente Battle Royale – si dedicò ampiamente a questo genere. Il primo film di yakuza con cui Fukasaku ottenne successo fu L'assassino della strada, una pellicola molto simile ai primi film di gangster che Hollywood produceva negli stessi anni e con violenza molto limitata, come avveniva nei primi film della blaxploitation. Vari elementi facevano assomigliare questo film ai lungometraggi del mercato occidentale:
- La colonna sonora era molto simile, come arpeggio e ritmo, alle colonne sonore da spaghetti-western che Ennio Morricone aveva creato con la trilogia del dollaro.
- Lo stile rapido, violento e iperrealistico è molto simile a quello di registi come Sam Peckinpah, Sergio Corbucci o Roman Polański.

Il film, nonostante potesse sembrare da allontanare proprio per il fatto che era prodotto in Giappone, fu accolto positivamente proprio per la regia accurata e ricercata di un futuro maestro del cinema giapponese.
Precedentemente a L'assassino della strada, Fukasaku aveva portato sul grande schermo Il boss del crimine organizzato giapponese (1969) e Quelli che rischiano a Okinawa (1971). Nel 1973, il regista giapponese rivoluzionò lo Yakuza eiga presentando Lotta senza codice d'onore (Jingi naki tatakai), che in ben poco tempo divenne il fenomeno del periodo, imponendosi come "il Padrino del cinema orientale". Il film non idealizzava più l'organizzazione criminale, ma attraverso dei tratti più documentaristici che di finzione, mostrava la yakuza in modo realistico e la caratterizzava di una violenza mai vista prima su schermo.
Con la conseguente pentalogia di Battles without Honour and Humanity, il cinema di yakuza giapponese raggiunse il suo apice di popolarità in meno di mezzo decennio. Questa serie di film innovò per sempre il genere dello Yakuza eiga e in modo più ampio l'intero cinema giapponese. Il successo del genere di questi anni fu talmente clamoroso che la stessa Hollywood si cimentò nella produzione di film di yakuza, come ad esempio l'omonimo Yakuza di Sydney Pollack del 1975, nei quali solitamente uno "straniero" statunitense si ritrova invischiato nelle lotte tra varie gang criminali nipponiche.

## Il declino e gli anni recenti
Nel corso degli anni '80 la qualità e la diffusione dei film di yakuza calò drasticamente, anche a causa della diffusione dei passaggi su piccolo schermo. Gli OV dell'epoca erano caratterizzati da budget ridotti e replicavano pedissequamente gli schemi imposti a partire da Fukasaku, variando sul livello di violenza mostrata in scena. Questo nuovo mercato video diede tuttavia modo di esordire a giovani registi che in seguito sarebbero diventati importanti autori anche al di fuori del genere, quali Kiyoshi Kurosawa e Shinji Aoyama.
Uno dei registi più prolifici di questo periodo fu Takashi Miike che con i suoi esperimenti sovversivi sperimentò nuovi approcci al genere. Un esempio che introdusse alcune novità è rappresentato dal suo Full Metal Yakuza; violento e innovativo, il film col tempo è diventato un cult del genere, mescolando i temi del crimine e della vendetta, tipici dello Yakuza eiga, con la fantascienza, presentando come protagonista un cyborg che ricorda vagamente RoboCop. Miike continuò a sperimentare con i film di yakuza fino al nuovo millennio, variando sulle ambientazioni (la Black Society Trilogy) e sulla quantità di violenza, fino a raggiungere toni quasi fumettistici in Ichi the Killer del 2001.
Un regista che ha saputo utilizzare il genere in maniera assolutamente personale è Takeshi Kitano, i cui film di yakuza esistenziali sono apprezzati in tutto il mondo per il suo stile unico. Sue pellicole come Sonatine (1993), Hana-bi - Fiori di fuoco (1997), o Brother (2000) fanno uso di montaggio serrato, dialoghi minimalisti, umorismo bizzarro e violenza improvvisa. Tuttavia, nell'ultimo decennio della sua carriera Kitano è tornato ad un approccio ai film di yakuza più tradizionale con la trilogia Outrage.

## Filmografia parziale
Alcuni dei titoli più famosi di film di Yakuza:
- Mori no Ishimatsu (1949)
- Porci, geishe e marinai (1961)
- Fiore pallido (1964)
- Tokyo Drifter (1966)
- La farfalla sul mirino (1967)
- Peonia Rossa: l'obbligo del rischiatutto (1968)
- Lady Yakuza (1968)
- La Peonia Rossa del rischiatutto: la partita con le carte di fiori (1969)
- Lotta senza codice d'onore (Jingi naki tatakai) (1973)
- La tomba dell'onore (Jingi no hakaba) (1975)
- Le cronache della Yakuza (prosecuzione di Lotta senza codice d'onore) (1973-76)
- Black Rain - Pioggia sporca (1989)
- Sonatine (1993)
- Full Metal Yakuza (1997)
- Confessioni di un criminale (1998)
- Il popolo migratore della Cina (1998)
- Brother (2000)
- Ichi the Killer (2001)
- Gioco mentale (2004)
- Outrage (2010)